# Arnaldo André
Arnaldo André (San Bernardino, 10 de novembro de 1943) é um ator paraguaio.

## Filmografia
| Filmografía | Filmografía                                | Filmografía                | Filmografía |
| Ano         | Título                                     | Papel                      |             |
| ----------- | ------------------------------------------ | -------------------------- | ----------- |
| 1964        | El amor tiene cara de mujer                |                            |             |
| 1970        | Los muchachos de mi barrio                 |                            |             |
| 1971        | Argentino hasta la muerte                  |                            |             |
| 1971        | Balada para un mochilero                   |                            |             |
| 1971        | Un guapo del 900                           |                            |             |
| 1972        | Rolando Rivas, taxista                     | Juan Marcelo               |             |
| 1972        | Mi amigo Luis                              |                            |             |
| 1973        | Pobre diabla                               | Ariel Mejia Guzmán         |             |
| 1973        | José María y María José: Una pareja de hoy |                            |             |
| 1974        | Mi hombre sin noche                        |                            |             |
| 1975        | Piel naranja                               | Juan Manuel Alinari        |             |
| 1976        | Los que estamos solos                      | Mariano Mayol              |             |
| 1977        | El hombre que yo inventé                   |                            |             |
| 1977        | Rafaela                                    | Juan José                  |             |
| 1978        | María del Mar                              | Víctor Manuel Galíndez     |             |
| 1980        | Fabián 2 Mariana 0                         | Fabián                     |             |
| 1981        | Tremenda venganza                          |                            |             |
| 1981        | Mi querido doctor                          |                            |             |
| 1983        | Amor gitano                                | Renzo                      |             |
| 1984        | Amo y señor                                | Alonso Miranda             |             |
| 1985        | El infiel                                  | Mariano Romero             |             |
| 1986        | El seductor                                | Don Julio                  |             |
| 1986        | El lobo                                    |                            |             |
| 1987        | El vidente                                 |                            |             |
| 1987        | Por amor                                   |                            |             |
| 1988        | Amándote                                   | Martín Arana               |             |
| 1990        | Amándote II                                | Martín Arana               |             |
| 1990        | Romanzo                                    | Marcelo                    |             |
| 1991        | Río de fuego                               | Augusto Luna               |             |
| 1992        | Corazones de fuego                         | Agustín Casenave           |             |
| 1993        | Gerente de familia                         | Juan                       |             |
| 1996        | Gino                                       |                            |             |
| 1996        | Verdad consecuencia                        | Luis. A. 'Gino' Spadalacua |             |
| 1997        | Ricos y famosos                            | Gerardo Murúa              |             |
| 2000        | Pobre diabla                               | Andrés Mejía Guzmán        |             |
| 2000        | Abrázame muy fuerte                        | Dr. Ángel Luis Robles      |             |
| 2001        | Felina                                     | Asdrúbal                   |             |
| 2002        | Lejana como el viento                      | Jorge                      |             |
| 2003        | Soy gitano                                 | Lázaro Jesús Heredia       |             |
| 2004        | Piel naranja años después                  | Juan Manuel Alinari        |             |
| 2004        | La Gorda y la traición                     | Sebastian Prusi            |             |
| 2005        | Ánimo Juan                                 | Juan                       |             |
| 2006        | Se dice amor                               | Pablo Cuevas               |             |
| 2006        | Al limite                                  |                            |             |
| 2008        | La extranjera                              | Juan                       |             |
| 2009        | El niño pez                                | Sócrates Espina            |             |
| 2009        | Valientes                                  | Laureano Gómez Acuña       |             |
| 2011        | Los únicos                                 | Alfredo Monterrey          |             |
| 2012        | Lectura según Justino                      | Arnaldo André              |             |

## Prêmios e indicações
| Ano  | Prêmio               | Categoria                      | Indicação                    | Resultado |
| ---- | -------------------- | ------------------------------ | ---------------------------- | --------- |
| 2009 | Premio Clarín        | Melhor protagonista            | Valientes                    | Indicado  |
| 2011 | Premio Martín Fierro | Melhor coadjuvante             | Los Únicos                   | Indicado  |
| 2009 | Premio Martín Fierro | Melhor protagonista            | Valientes                    | Venceu    |
| 2004 | Premio Martín Fierro | Melhor protagonista            | Piel naranja... años después | Indicado  |
| 1994 | Premio Martín Fierro | Melhor protagonista da comédia | Gerente de familia           | Indicado  |
| 1993 | Premio Martín Fierro | Melhor protagonista            | Gerente de familia           | Indicado  |